# 長興寺 (沼津市)
長興寺 （ちょうこうじ）は、静岡県沼津市にある臨済宗妙心寺派の寺院。山号は海上山。本尊は虚空蔵菩薩。鎮守神は金毘羅権現である。

## 歴史
当寺院は日本臨済宗の中興の祖とされる白隠禅師の生誕地、東海道の原宿(現・沼津市原)にある。白隠の寺・松蔭寺へは歩いて三分ほどの距離で、往時は白隠のもとに全国から参じた修行者たちの宿坊として使われた。両寺の間には「白隠みち」と呼ばれる小道が残っている。

## 「白隠の里」
周辺には白隠生誕地、西念寺(時宗)、清梵寺(臨済宗)、文政9年（1826年）に江戸参府途中に訪れたシーボルトも激賞した帯笑園(地元の有力者・植松本家の庭園。命名は海保青陵で、出典は李白の「清平調詞其三」)などの歴史的遺産が存在しており、現在、沼津市、地元住民、地元寺院によって「白隠道協議会」が設置され、歴史と文化を活かした里づくり「白隠の里」の構想が練られている。

## 年中行事
毎週日曜日の午前七時から九時まで、境内にある京都龍光院（大徳寺塔頭）の国宝「密庵席」写しの茶席では坐禅会が開催されている。
また、近年では五月の第五日曜日、あるいは六月の第一日曜日に開催される「こんぴら祭り・奉納泣き相撲大会」が初夏の風物詩として全国的に有名になっている。

## アクセス
- JR東海道線原駅から徒歩約15分。
- 富士急シティバス943東田子浦駅線「大塚」停留所下車。